# Gelderland van A tot Z

## A

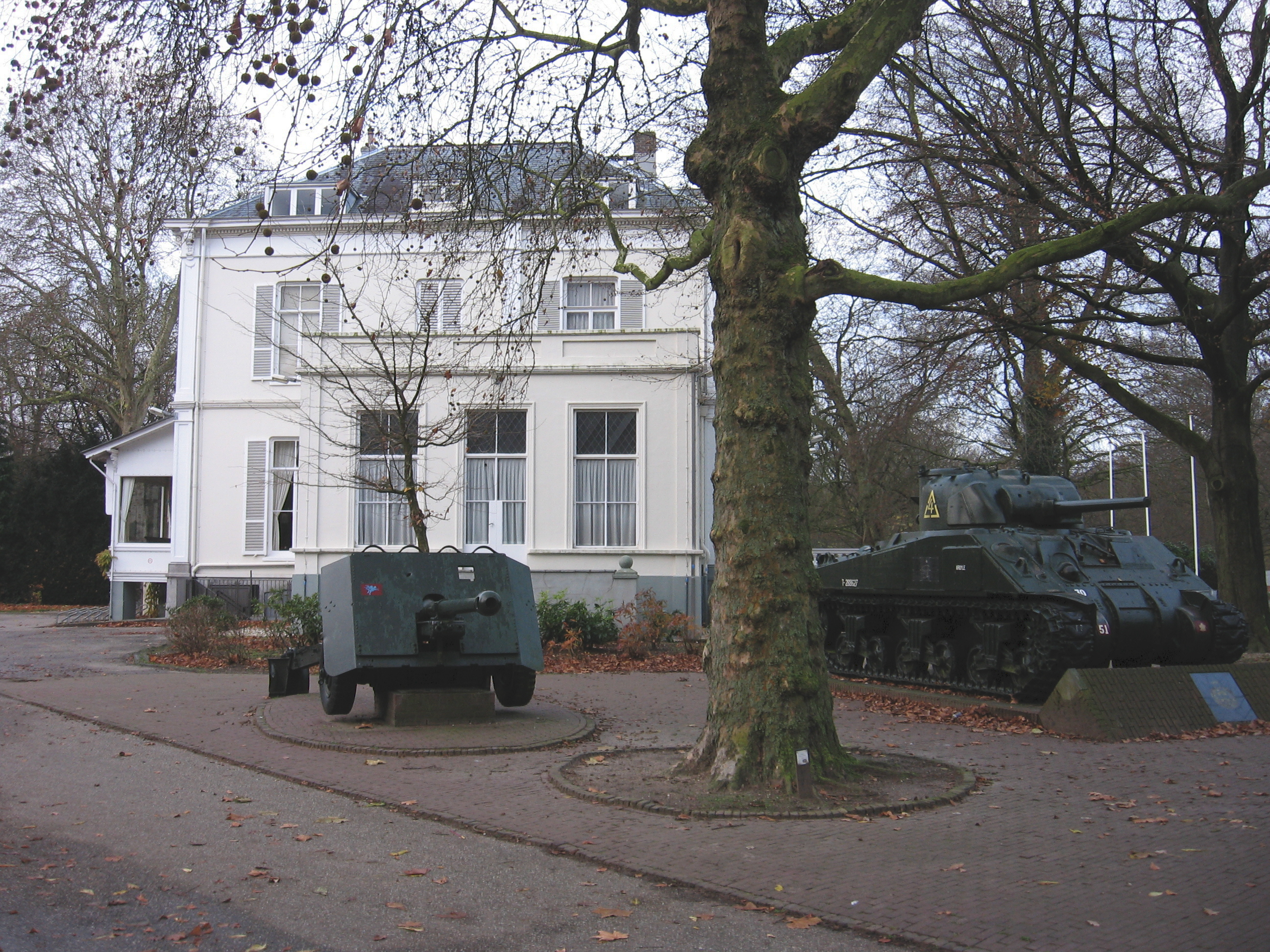
Airborne Museum te Oosterbeek

Aalten (dorp) -
Aalten (gemeente) -
Achterhoek -
Achterhoekse Wandelvierdaagse -
Adela van Hamaland -
Afrika Museum -
Agneta -
Airborne Museum -
Airborne Wandeltocht -
Airbornepad Market Garden -
Alphen -
Altforst -
Ammerzoden -
Angerlo -
Anton Pieck Museum -
Apeldoorn (gemeente) -
Apeldoorn (stad) -
Appeltern -
Arnhem -
Arnhems Oorlogsmuseum 40-45

## B
Baak (Bronckhorst) -
Frederik Johan van Baer -
Barneveld -
Barneveldse Krant -
Molen Bataaf -
Beek (Montferland) -
Beltrum -
Beneden-Leeuwen -
Berg en Dal (Nederland) -
Bergh -
Bergh Autoweg -
Berkel (rivier) -
Berkelland -
Betuwe -
Beuningen -
Bezoekerscentrum Veluwezoom -
Bijlandsch Kanaal -
Bilderbergconferentie -
Bommelerwaard -
Bommelse Brug -
Borculo -
De Bouwing -
Boven-Leeuwen -
Braamt -
Brakel (Zaltbommel) -
Brammelerbroek -
Bredevoort -
Bredevoorts volkslied -
Brinkmanshoek -
Zelhemse Broek -
Broek (Brummen) -
Broeke -
Bronckhorst -
Bronkhorstermolen -
Brug bij Westervoort -
Bruggen van Arnhem -
De Bruil (Berkelland) -
Brummen -
Buren -
Bussloo -
Buurmalsen

## C

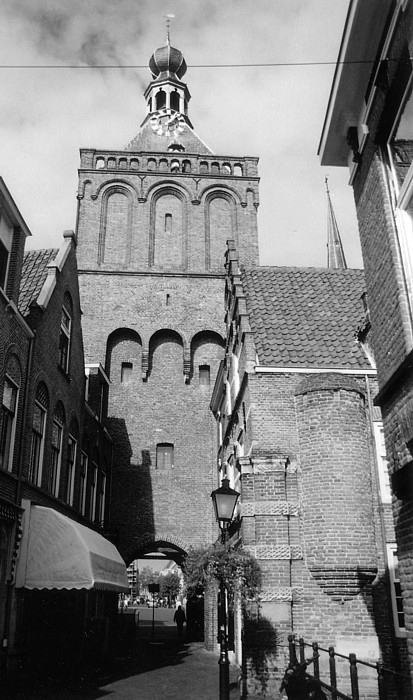
Culemborg

Californië (Maasdriel) -
Canisius-Wilhelmina Ziekenhuis -
De Casteelse Poort -
CineMec -
Concordia -
Clemens Cornielje -
Corle -
Cortenoever -
Christelijke Hogeschool Ede -
Culemborg

## D
Dagblad Rivierenland -
De Hoop (Appel) -
De Hoop (Lunteren) -
De Marsch -
De Oversteek (brug) -
De Valk (buurtschap) -
De Zwaan -
Didam -
Diervoort -
Dobbelmann -
Doesburg -
Doesburgermolen -
Doetinchem (gemeente) -
Doetinchem (stad) -
Dolfinarium Harderwijk -
Don Rua -
Doorwerth -
Dorpskerk van Vaassen -
Dreumel -
Driedijkenpunt -
Druten -
De Duffelt (molen) -
Duiven (gemeente) -
Duiven (plaats)

## E
Ede (gemeente) -
Ede (plaats in Nederland) -
Echoput -
Ecoduct -
Eefde -
Eibergen -
Elburg -
Empe -
De Engel (Varsseveld) -
Epe (gemeente) -
Epe (plaats in Nederland) -
Ermelo -
Erve Kots

## G
Gaanderen -
Gedenksteen Jan van Hoof (Joris Ivensplein) - 
Gedenksteen Jan van Hoof (Waalbrug) - 
Geesteren (Gelderland) -
Gelderland -
De Gelderlander -
Geldermalsen -
Het Geldersch Landschap -
Het Gelders Orkest -
Gelderse Poort (natuurgebied) -
Gelderse Vallei -
Gelre ziekenhuizen Apeldoorn -
Gelre ziekenhuizen Zutphen -
Gelselaar -
Geschiedenis van Gelderland - 
Geschiedenis van Nijmegen -
Geschiedenis van Zutphen -
Geografisch middelpunt van Nederland -
Gispen -
Goffert (wijk) -
Goffertpark -
Goffertstadion -
De Gouden Ham -
Gouden Handen -
Graafschap TV -
Graafschap Zutphen -
Groenlo -
Groesbeek

## H
Haaften -
De Haar (Berkelland) -
Hall (Gelderland) -
Halle (Nederland) -
Halte Duistervoorde -
Hamaland -
Harderwijk -
Hattem -
Hattemse Golf & Country Club -
Heerde -
's-Heerenberg -
Heerlijkheid Borculo -
Heilig Hartbeeld (Arnhem) -
Heilig Hartbeeld (Beuningen) -
Heilig Hartbeeld (Groesbeek) -
Heilig Hartbeeld (Kilder) -
Heilig Hartbeeld (Nieuw-Wehl) -
Heilig Hartbeeld (Nijmegen) -
Heilig Hartbeeld (Oosterbeek) -
Heilig Hartbeeld (Oosterhout, Gelderland) -
Heilig Hartbeeld (Winssen) -
Heilig Landstichting -
Hengelo (Gelderland) -
Hertogdom Gelre -
Het Hert (Putten) -
Heumen -
Heveadorp -
Hierdensche Beek -
Historisch Museum Ede -
Hoge Veluwe -
Hooglandse Molen -
Huis Het Loo -
Huis 't Velde

## I

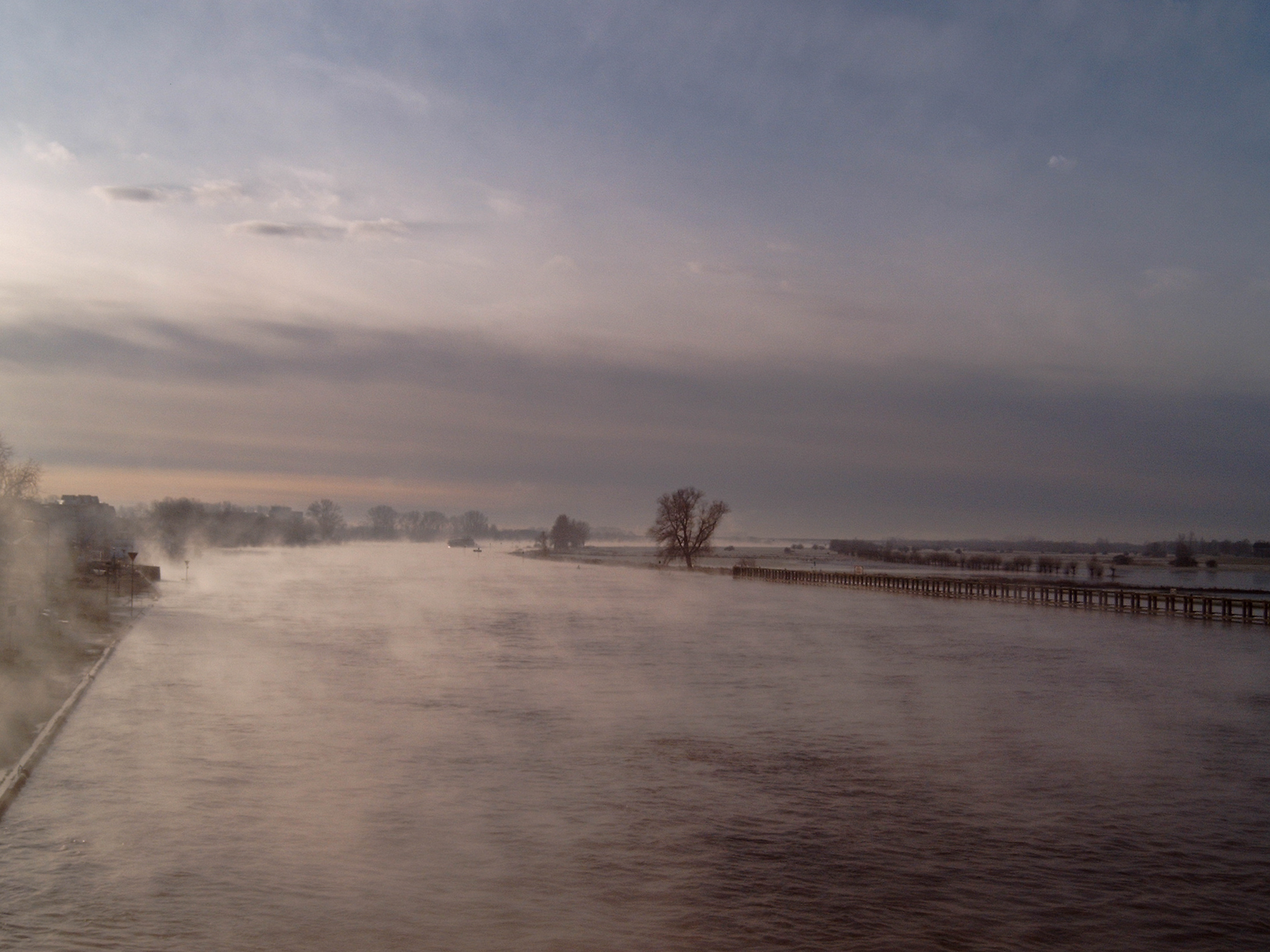
De IJssel bij Zutphen

IJssel

## J
Jan van Hoofmonument - 
John Frostbrug -
Julianatoren

## K
Kasteel Ammersoyen -
Kasteel Biljoen -
Kasteel Brakel -
Kasteel De Cannenburgh -
Kasteel Doornenburg -
Kasteel Doorwerth -
Kasteel Hackfort -
Kasteel Hernen -
Kasteel Middachten -
Kasteel Het Oude Loo -
Kasteel Wisch -
Keetmolen -
Keijenborg -
Knooppunt Grijsoord -
Knooppunt Hattemerbroek -
Koninklijke Houtvesterij Het Loo -
Kootwijk -
Kootwijkerzand -
Kroondomein Het Loo -
Kröller-Müller Museum

## L

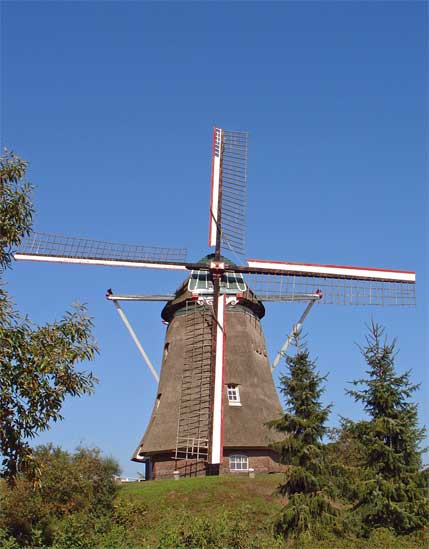
Lindesche molen

Laaglandse Molen -
Land van den Bergh -
Land van Maas en Waal -
Leesten -
Jacob van Lennep -
Leuvenheim -
Leuvenhorst -
Leuvenum -
Lichtenvoorde -
Liemers (streek) -
Lievelde -
Lijnden -
Lijst van graven van Zutphen -
Linde (Bronckhorst) -
Lindesche molen -
Lingewaal -
Lingewaard -
Lochem -
Loevestein -
Loo (Berkelland) -
Loo (Duiven) -
't Loo (Oldebroek)

## M
Maarten van Rossumhuis -
Maasbommel -
Maasdriel -
Martinus Nijhoffbrug -
Millingen aan de Rijn -
Molens in Gelderland -
Montferland -
Museum Arnhem -
Museum van de Kanselarij van de Nederlandse Ridderorden -
Museum Nairac -
Museum Het Valkhof -
Museumpark Orientalis -
muZIEum

## N
Nationaal Park De Hoge Veluwe -
Nationaal Park Veluwezoom -
Natuurmuseum Nijmegen -
N.E.C. -
Neder-Betuwe (gemeente) -
Neder-Betuwe (streek) -
Nederlands Openluchtmuseum -
Nederlands Politiemuseum -
Nederlands Watermuseum -
Nederrijn -
Nedersaksisch -
Neerijnen -
Noviomagus (Godenpijler) - 
Nijkerk (gemeente) -
Nijkerk (stad) -
Nijkerkernauw -
Nijmeegs -
Nijmeegse trolleybus -
Nijmeegse Vierdaagse -
Nijmegen -
Nuldernauw -
Nunspeet (gemeente) -
Nunspeet (plaats) - 
N.V.C.

## O
Oldebroek -
Oldenkotte (buurtschap) -
Oldenkotte (fpc) -
Omroep Gelderland -
Ons Gelderland -
Oost Gelre -
Oosterbeek -
Openbaar vervoer in Nijmegen -

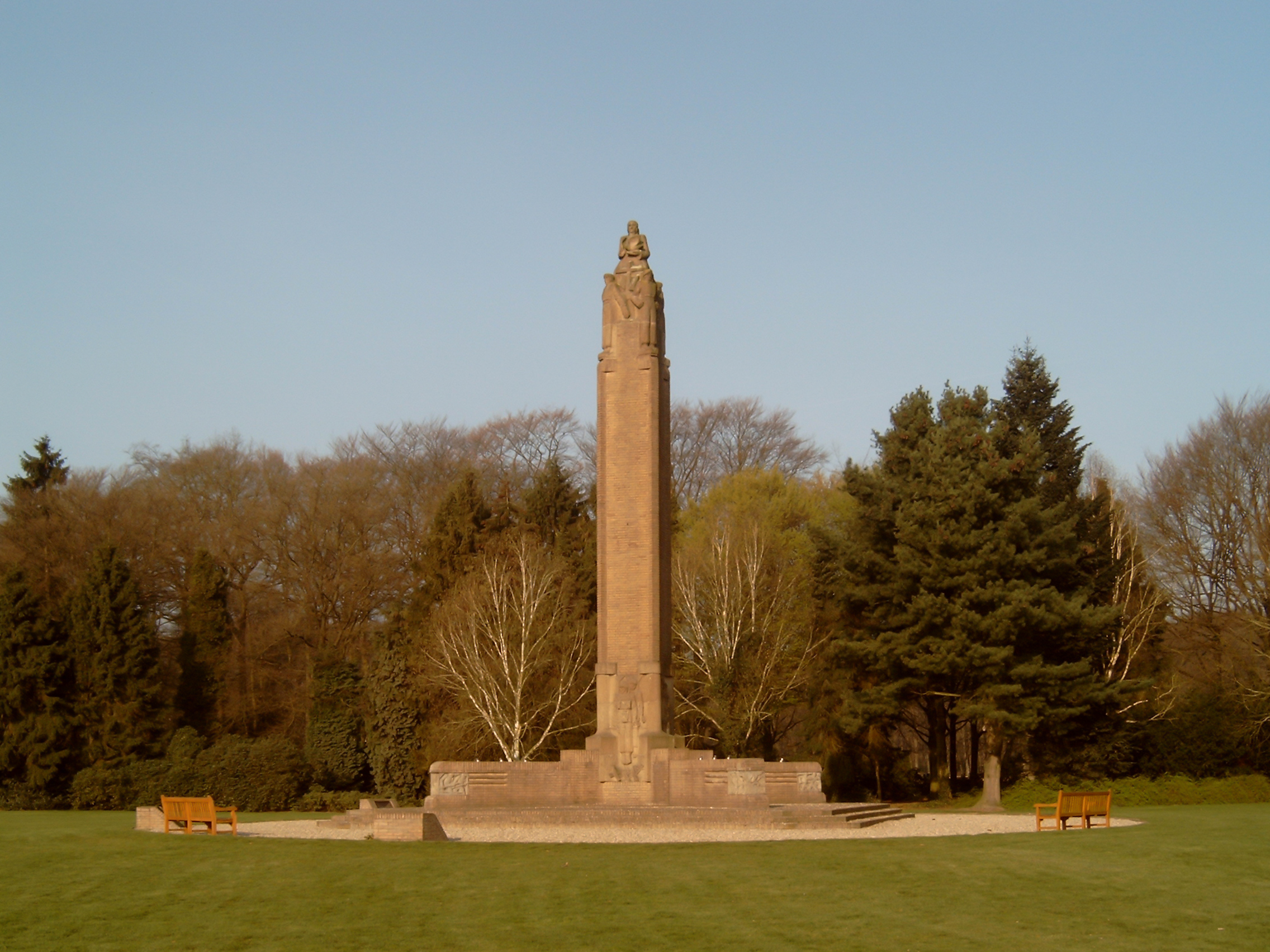
Oorlogsmonument te
Oeken -
Oosterbeek

Openbaar Vervoer Museum Doetinchem -
Operatie Market Garden -
Otterlo -
Oude IJsselstreek -
Oud-Lunterse Dag -
Over-Betuwe (streek) -
Overbetuwe (gemeente)

## P
Paasberg (Terborg) -
Paleis Het Loo -
Pannerden -
Pannerdensch Kanaal -
Park Sonsbeek -
Passiflorahoeve -
Posbank -
Provinciale weg 30 -
Putten

## Q
Quack-monument

## R
Radboud Universiteit Nijmegen -
Radboudziekenhuis -
Radio Gelderland -
Radio Keizerstad -
Radio Kootwijk -
Rekken -
Rekkense Inrichtingen -
Renkum (gemeente) -
Renkum (plaats) -
Rheden (gemeente) -
Rheden (plaats) -
Rhenoy -
Rietmolen -
Rijk van Nijmegen -
Rijksweg 12 -
Rijksweg 28 -
Rijksweg 50 -
Rijn -
Rijnwaarden -
RONO -
Rosandepolder -
Rozendaal -
Ruurlo

## S
Schaarsbergen -
Scherpenzeel -
Schipbeek -
Silvolde -
Sint Maartenskliniek -
Sint-Willibrordabdij -
Slag om Arnhem -
Slangenburg -
Slot Loevestein -
Snelbinder (brug) -
Sonsbeek -
Spoorlijn Nijkerk - Ede-Wageningen (Kippenlijn) -
Spoorwegmonument (Nijmegen) -
Stadelmaier -
Stadsbrug (Nijmegen) -
Stadskasteel Zaltbommel -
Stadsregio Arnhem Nijmegen (KAN) -
Stadsregiorail -
Staring -
Stads- en streekvervoer in Gelderland -
Staring Instituut -
Station Apeldoorn -
Station Apeldoorn De Maten -
Station Apeldoorn Osseveld -
Station Barneveld Centrum -
Station Barneveld Noord -
Station Ede-Wageningen -
Station Ede Centrum -
Station Ermelo -
Station Harderwijk -
Station 't Harde -
Station Hattemerbroek -
Station Klarendal -
Station Loenen -
Station Lunteren -
Station Nijkerk -
Station Nijmegen -
Station Nijmegen Dukenburg -
Station Nijmegen Heyendaal -
Station Nijmegen Lent -
Station Nunspeet -
Station Putten -
Station Wezep -
De Steeg -
Steenderen -
Stopplaats Dusschoten -
Stopplaats Horst-Tonsel -
Stopplaats Meulunteren -
Stopplaats Nieuw Groeneveld -
Strand Horst -
Syntus

## T

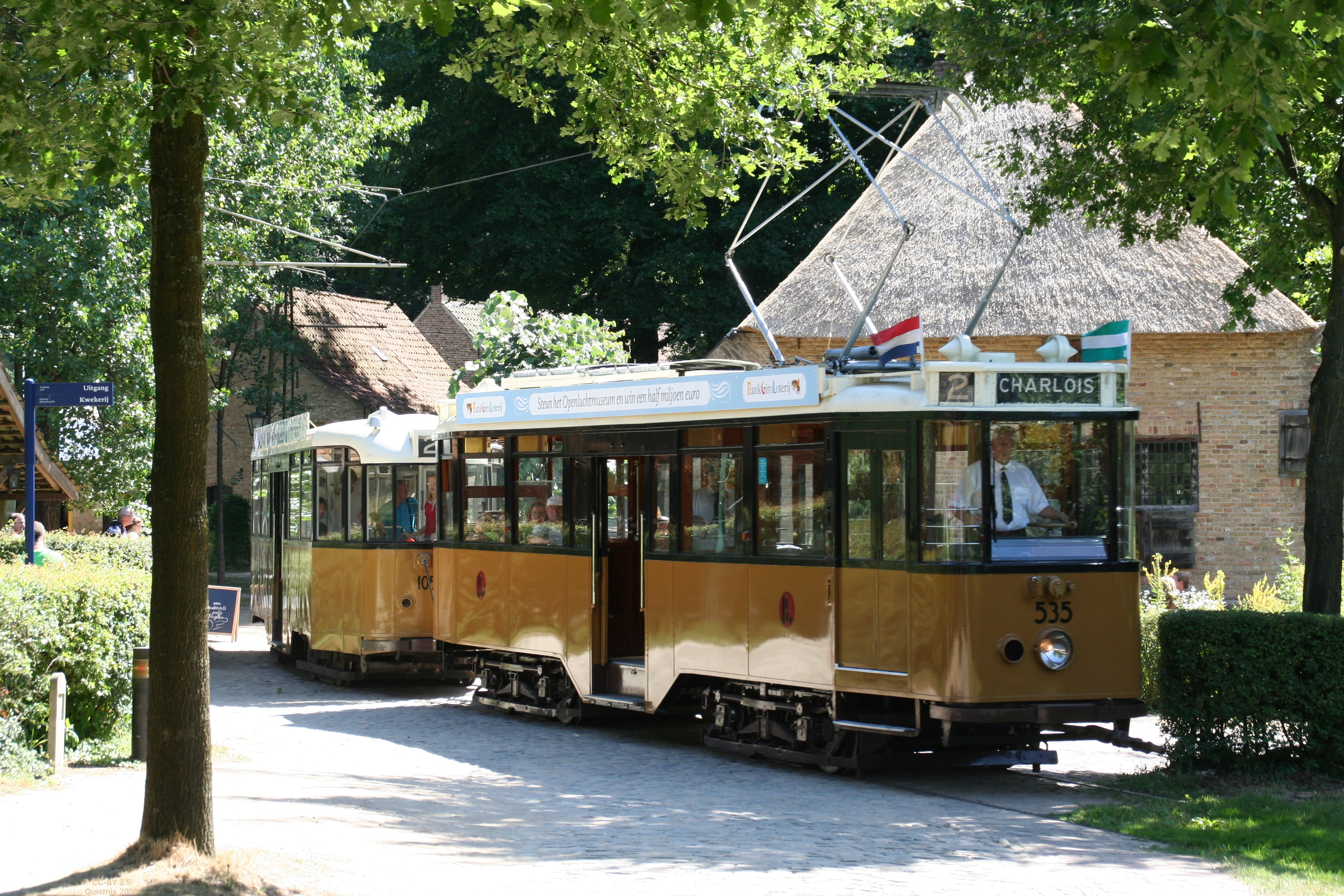
Tram in Openluchtmuseum

Tabel van gemeenten in Gelderland - 
Terborg -
Tiel -
Tielerwaard -
Tolkamer -
Tonden -
Tramlijn Nederlands Openluchtmuseum -
TV Toys Museum

## U
Ubbergen -
Uddel -
Ulpia Noviomagus Batavorum -
Universitair Medisch Centrum St Radboud

## V
Vaassen -
Varssel -
Varsseveld -
Veldhoek (Bronckhorst) -
Velorama -
Velp (Gelderland) -
Veluwe -
Veluwemeer -
Veluwsche Stoomtrein Maatschappij -
Veluwse Golf Club -
Verzorgingsplaats Bergh -
Verzorgingsplaats Bornheim -
Verzorgingsplaats Bruggelen -
Verzorgingsplaats Dasselaar -
Verzorgingsplaats Drielander -
Verzorgingsplaats De Haere -
Verzorgingsplaats Hendriksbos -
Verzorgingsplaats De Kraaienberg -
Verzorgingsplaats ’t Loo -
Verzorgingsplaats Oldenaller -
Verzorgingsplaats Vosbergen -
Verzorgingsplaats Willemsbos -
Vierakker -
Vierdaagsefeesten -
Vierhouten -
Volkssterrenwacht Nijmegen -
Voorst -
Voorstonden -
Voskuil

## W

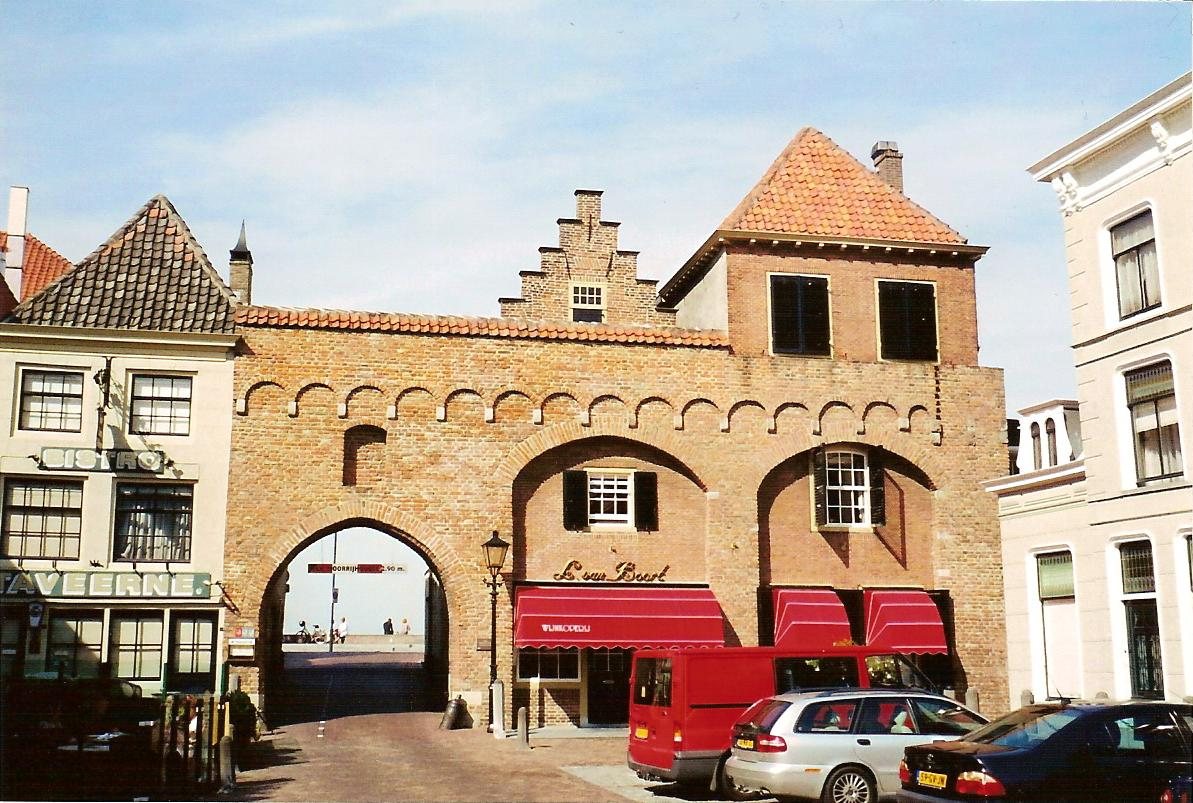
Waterpoort te Zaltbommel

Waal (rivier) -
Waalbrug Nijmegen -
Waalkade (Nijmegen) -
Waalkade (Tiel) -
Wageningen -
Warnsveld -
Watertoren (Radio Kootwijk) -
Wekerom -
Wekeromse Zand -
Walderveense molen -
Wamel -
Waterpoort (Tiel) -
Wehl -
West Betuwe -
West Maas en Waal -
Westerbouwing -
Westervoort -
Wezep -
Wichmond -
Wijchen -
Winterswijk (gemeente) -
Winterswijk (plaats) -
Woeste Hoeve -
Wolderwijd

## X Y Z
Zaltbommel -
Zeddam -
Zelhem -
Zevenaar (stad) -
Zevenaar (gemeente) -
Zutphen -
Zwarte Brug (Montferland)